# Khadro Ling
Chagdud Gonpa Khadro Ling é um templo budista tibetano localizado em Três Coroas, no estado do Rio Grande do Sul. Fundado em 1995 por Chagdud Tulku Rinpoche, é o maior templo budista tibetano da América Latina.

## Visão geral
Fundado em 1995 por Chagdud Tulku Rinpoche, o Khadro Ling foi o primeiro templo de tradições tibetanas da América Latina. É mantido por uma comunidade de praticantes e residentes responsáveis pela manutenção das atividades e dependências por meio de trabalho voluntário.
Inicialmente, o templo não tinha o objetivo de ser um ponto turístico, mas acabou se tornando um por causa da arte sacra tibetana e da beleza natural do entorno. De acordo com Rinpoche, o templo foi construído para inspirar positivamente todos os visitantes, independentemente de suas crenças ou tradições religiosas.